# Ernest Mamboury
Ernest Mamboury (ur. 1 kwietnia 1878 w Signy-Avenex w Szwajcarii, zm. 23 września 1953 w Stambule w Turcji) – szwajcarski historyk sztuki, bizantynolog.

## Życiorys
Studiował w École Normale w Lozannie (1894-1898), w Genewie (1898-1903) i Académie Julian w Paryżu (1904-1905). W 1909 roku został profesorem języka i literatury francuskiej w Galatasaray Lisesi w Konstantynopolu. Dał się poznać jako znawca zabytków tego miasta zwłaszcza bizantyńskiej sztuki i architektury w Stambule. Pochowany na cmentarzu ewangelickim w dzielnicy Feriköy w pobliżu Złotego Rogu w Stambule.

## Wybrane publikacje
- Constantinople. Guide touristique, Constantinople 1925.
- Istanbul. Rehber-i Seyyahîn, Istanbul 1924.
- Constantinople. Tourists' guide, Constantinople 1926.
- Ankara: guide touristique, Haidar-Pacha - Ankara 1933.
- Les Îles des Princes. Banlieue maritime d'Istanbul ... Guide touristique, Istanbul 1943.